# Stonebriar Centre
Le Stonebriar Centre est un centre commercial situé sur l'intersection de la Texas State Highway 289 (Preston Road) et de la Texas State Highway 121 à Frisco dans la banlieue nord de Dallas au Texas. Il fut inauguré en 2000 et c'est un des plus grands centres commerciaux de la région de Dallas, avec 153 290 mètres carrés de surface de vente et 3 niveaux. Le centre est possédé et exploité par General Growth Properties. Il contient six grand magasins, des salles de cinéma, une patinoire et un total de 165 boutiques. Le Stonebriar Centre possède un parking de 7 400 places.
Le centre est ouvert du lundi au samedi entre 10 h et 21 h, puis le dimanche entre 11 h et 19 h.

## Magasins
- Grand magasins
  - Cinémas AMC-24, 4 800 sièges (9 610 m2)
  - Dillard's (19 510 m2)
  - JCPenney (15 360 m2)
  - Macy's (19 510 m2)
  - Nordstrom (15 420 m2)
  - Sears (15 450 m2)